# رأس سبارطيل

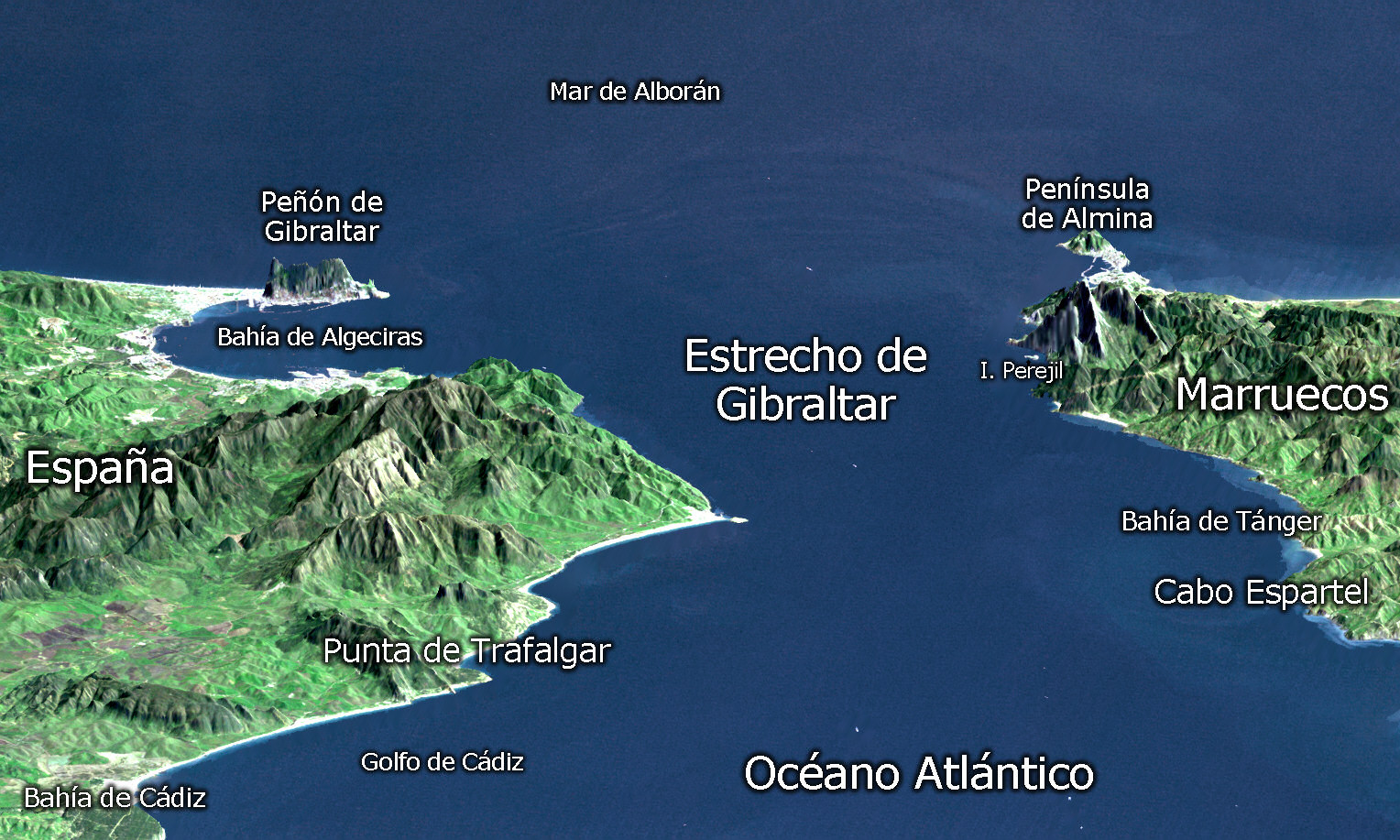
مجسّم ثلاثي الأبعاد لمضيق جبل طارق، ويظهر رأس إشبرتال في أقصى اليمين

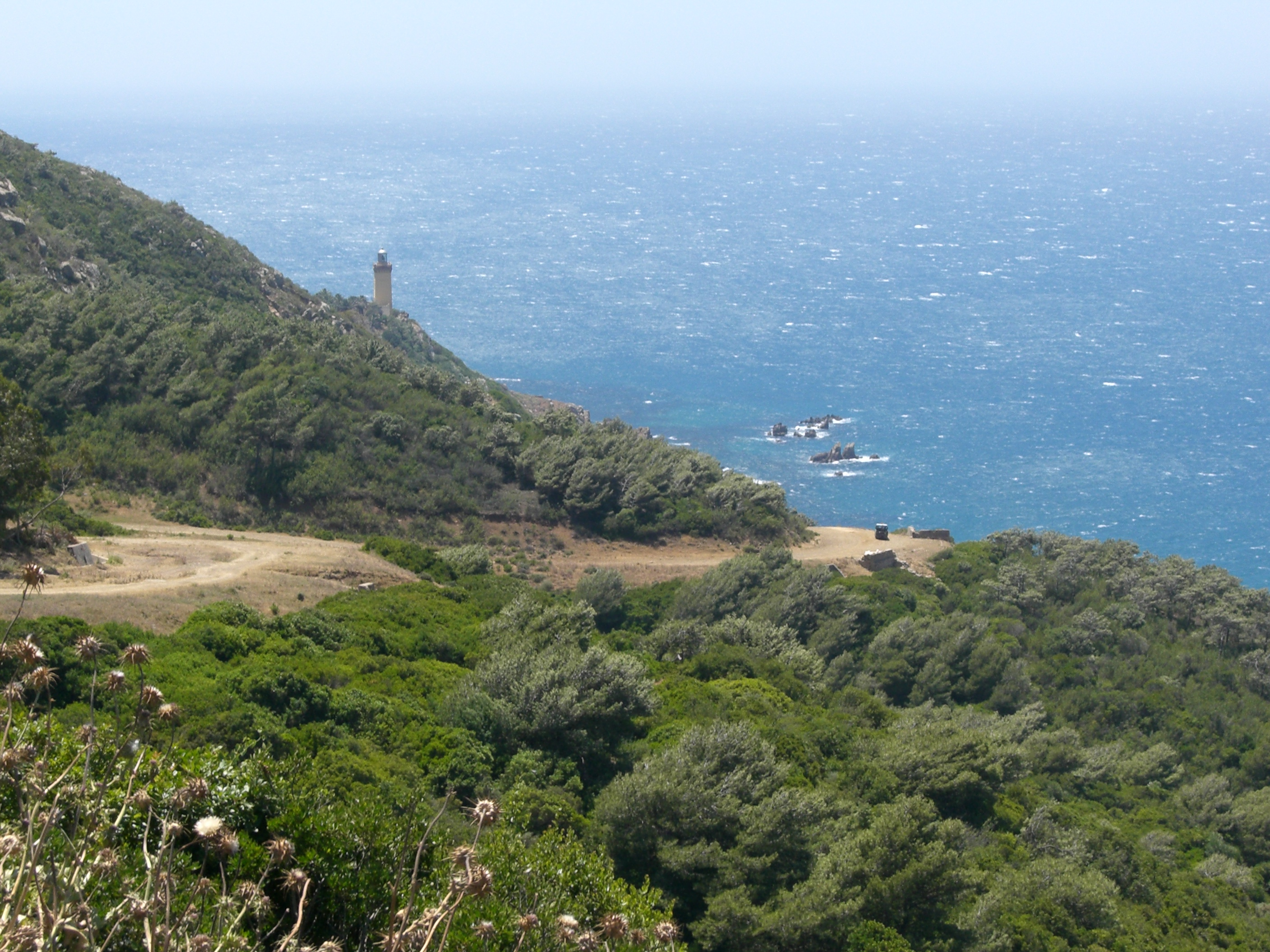
رأس إشبرتال، 2006

رأس إشبرتال أو إسبرطال قمة صخرية جبلية على الساحل المغربي، جنوب مدخل مضيق جبل طارق، 14 كيلومترا غرب طنجة. يقابله رأس الطرف الأغر شمال مدخل مضيق جبل طارق، على الساحل الإسباني. تسميته القديمة هي رأس أمبلوسة (Cap ampelusius).[بحاجة لمصدر]
غالبا ما يتمّ الإشارة لرأس إشبرتال على أنها أقصى نقطة في شمال أفريقيا، وهذا خطأ. الأصحّ أنها أقصى نقطة في شمال الساحل الأطلسي لإفريقيا.
ارتفاع القمة هو 315 مترا، وقد عملت أمواج المحيط الأطلسي بالموازاة مع جيولوجيا المنطقة على نحت صخور القمة مشكّلة كهوفا ومغارات أشهرها مغارة هرقل.
توجد في رأس إشبرتال منارة رأس إشبرتال التي بنيت بأمر من السلطان محمد الرابع بن عبد الرحمان، بطلب من ممثّلي قنصليات القوى الأوربية وأمريكا يومها نتيجة لأهمّية المنطقة في الملاحة البحرية وكذا للحوادث التي شهدتها السفن في مدخل المضيق. بدأ تشغيل المنارة يوم 14 جمادى الأولى 1281 (15 أكتوبر 1864) وإنارتها مرئية على بعد 30 ميل بحري (حوالي 55,6 كيلومتر).
على ساحل رأس إشبرتال جزيرة مغمورة بالمياه، يعتقد البعض أنّها الجزيرة الأسطورية أطلنطس، في حين يعتقد آخرون أنّها في مكان آخر من المضيق.